# Mlynka
Mlynka (ryska: Млынка) är ett vattendrag i Belarus.   Det ligger i voblasten Mahiljoŭs voblast, i den centrala delen av landet, 100 km sydost om huvudstaden Minsk.
I omgivningarna runt Mlynka växer i huvudsak blandskog. Runt Mlynka är det ganska glesbefolkat, med 29 invånare per kvadratkilometer.